# Nachabino
Nachabino (russisch Наха́бино) ist eine Siedlung städtischen Typs in der Oblast Moskau mit 36.456 Einwohnern (Stand 14. Oktober 2010).

## Geographie

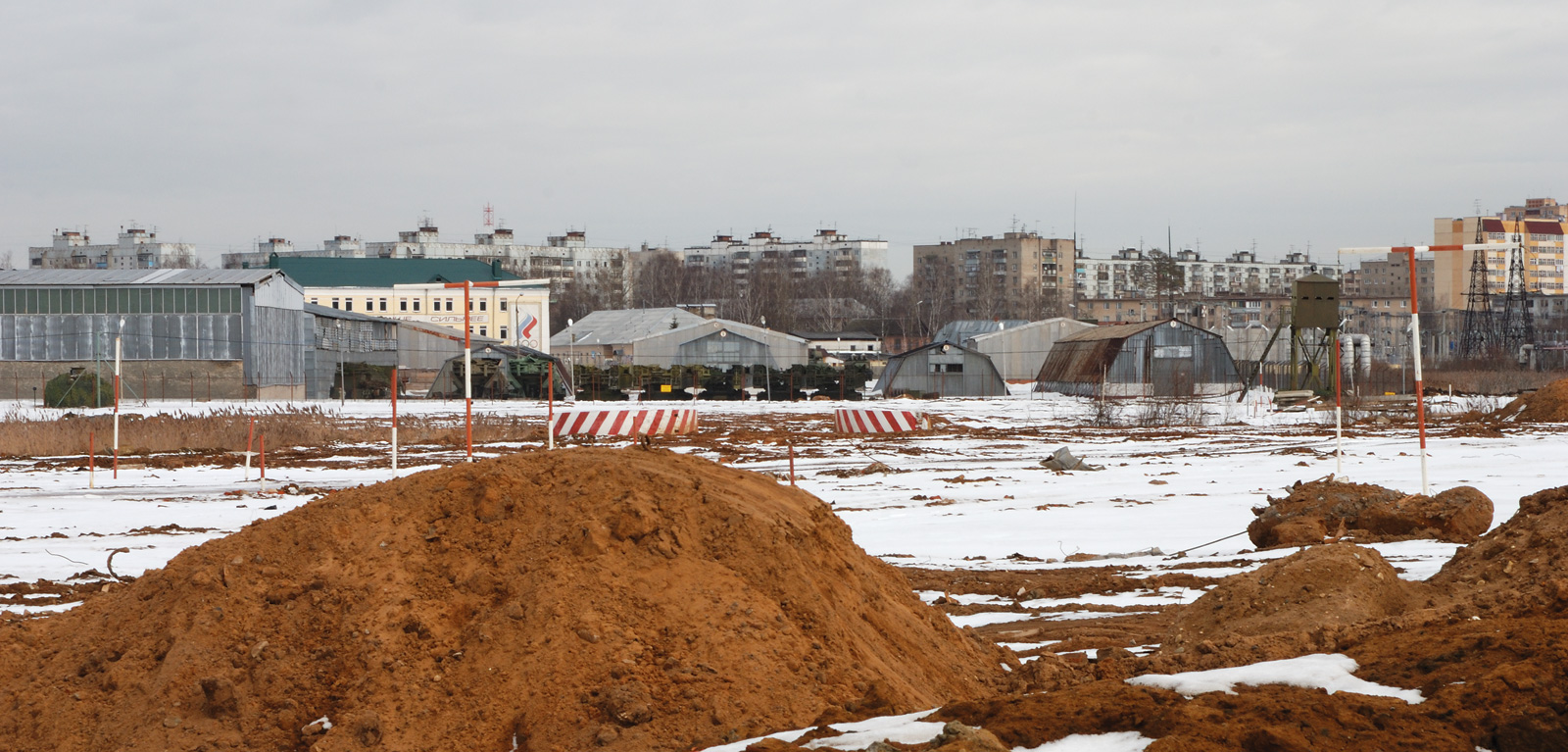
Wohnviertel in Nachabino

Die Siedlung liegt etwa 35 Kilometer westlich von Moskau am Flüsschen Grjasewa, einem Nebenfluss der in die Moskwa mündenden Istra.
Nachabino gehört zum Rajon Krasnogorsk; dessen Verwaltungszentrum Krasnogorsk liegt etwa zehn Kilometer östlich. Der Siedlung sind die Dörfer Kosino, Nefedjewo und Scheljabino unterstellt. Westlich von Nachabino schließt sich die Stadt Dedowsk an.

## Geschichte
Ein Dorf Nachabino wurde erstmals im Jahr 1482 urkundlich erwähnt. Seit 1534 gehörte es dem Dreifaltigkeitskloster von Sergijew Possad.
1938 wurde dem Ort der Status einer Siedlung städtischen Typs verliehen.
Nachabino spielte eine bedeutende Rolle in der Geschichte der russischen Raumfahrt. Hier wurden 1933 von der Gruppe zur Erforschung reaktiver Antriebe die Raketen GIRD-09 und GIRD-X gestartet, was als Geburtsstunde der russischen Raketentechnik gilt.

### Bevölkerungsentwicklung
| Jahr | Einwohner |
| ---- | --------- |
| 1939 | 6.720     |
| 1959 | 12.461    |
| 1970 | 15.695    |
| 1979 | 16.216    |
| 1989 | 18.958    |
| 2002 | 28.217    |
| 2010 | 36.456    |

Anmerkung: Volkszählungsdaten

## Kultur und Sehenswürdigkeiten
Nahe Nachabino sind Teile des Landsitzes Boldino aus dem 19. Jahrhundert erhalten.
Beim Dorf Scheljabino befindet sich das Le Méridien Moscow Country Club Resort (Starwood Hotels & Resorts). Es ist ein Resort der Fünf Sterne-Kategorie, mit dem ersten und bislang (2007) einzigen 18-Loch-Golfplatz Russlands. Es verfügt über etwa 130 Gästezimmer und Suiten, und Restaurants der europäischen und regionalen Küche.

## Wirtschaft und Infrastruktur

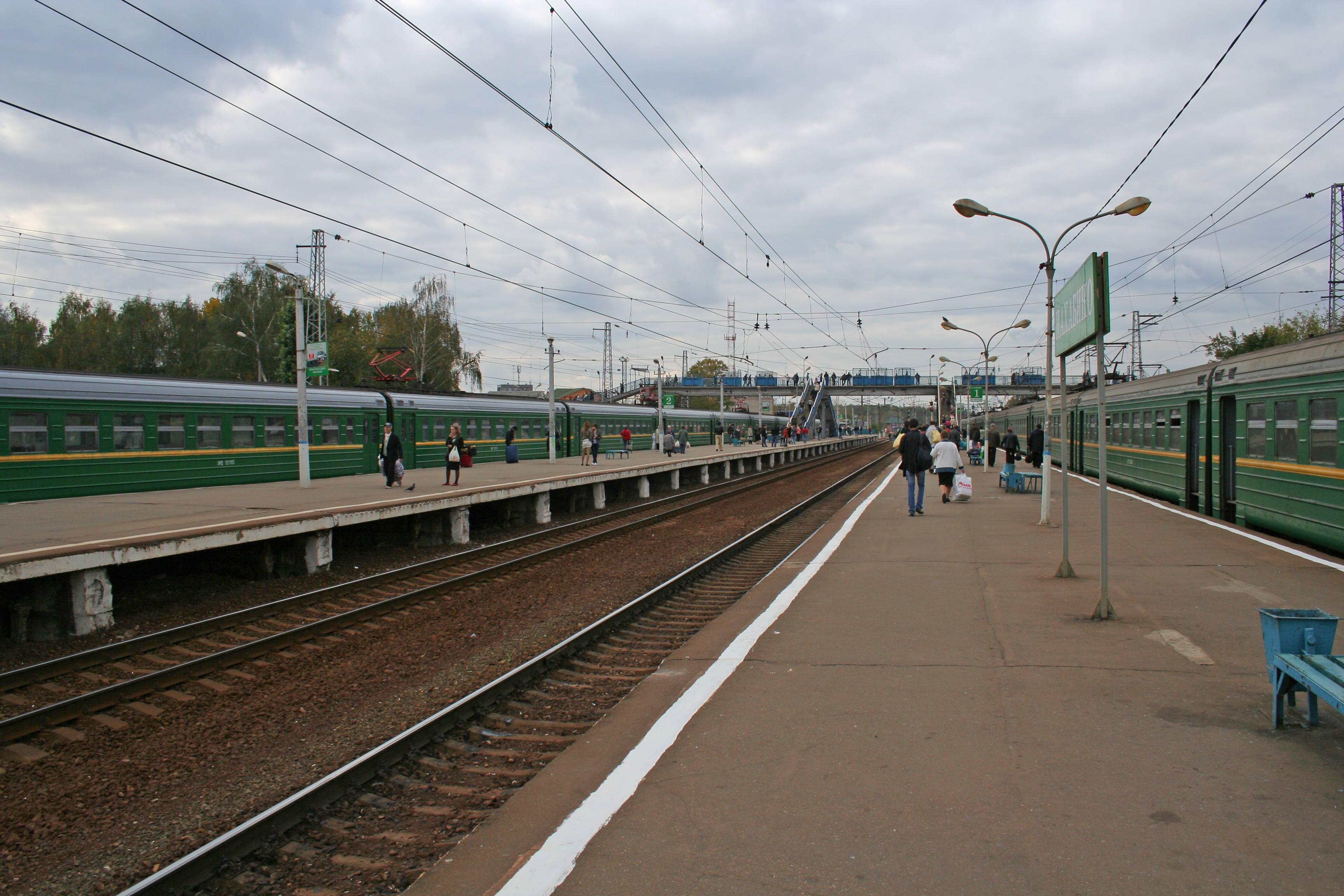
Bahnstation Nachabino

In Nachabino gibt es Betriebe der holzverarbeitenden Industrie; hier sind verschiedene Einheiten der Russischen Streitkräfte stationiert.
Die Siedlung liegt an der Eisenbahnstrecke Moskau–Riga (Streckenkilometer 34).
Durch Nachabino führt die Wolokolamsker Chaussee, die alte Moskauer Ausfallstraße in Richtung Welikije Luki sowie der lettischen Grenze und weiter nach Riga. Die auf diesem Teilstück bereits in den 1970er bis 1980er Jahren errichtete Autobahn M9 in der gleichen Richtung umgeht den Ort weiträumig im Süden.